# Softporn Adventure
Softporn Adventure ist ein humoristisches Textadventure mit Erotikthemen von Charles Benton für den Apple II. Unter dem Label Blue Sky Software veröffentlichte er es 1981 unter anderem mit Unterstützung von On-Line Systems, dem späteren Sierra On-Line. Anschließend wurde es noch für die zeitgenössischen Atari-Heimcomputer portiert. 1991 folgte eine nachträglich von Sierra abgesegnete Veröffentlichung einer DOS-Portierung des Programmierers Gary Thompson.
Die japanische Firma Starcraft brachte Softporn unter dem Titel Las Vegas (jap. ラスベガス) zwischen 1986 und 1987 für diverse japanische Heimcomputersysteme in einer um Grafiken ergänzten Fassung auf den Markt. Sierra ließ ebenfalls von Designer Al Lowe ein Remake als Grafikadventure entwickeln, das 1987 unter dem Titel Leisure Suit Larry in the Land of the Lounge Lizards auf den Markt kam und den Auftakt zu einer langlebigen Computerspielreihe bildete.

## Handlung
Das Szenario ist in einer – zum Zeitpunkt der Veröffentlichung – futuristischen Zukunft des Jahres 2020 angesiedelt. Der Spieler steuert einen abgehalfterten Playboy, der versucht, Frauen vor Ablauf seines Urlaubs zu verführen und zum Geschlechtsverkehr zu überreden. Dazu muss er Hindernisse aus dem Weg räumen, die wie adventure-typische Rätselaufgaben aufgebaut sind. Durch das Aufspüren der korrekten Gegenstände und die Eingabe der korrekten Lösung in Form von Zwei-Wort-Sätzen muss der Spieler diese Rätsel lösen. Eine wichtige Rolle spielt dabei Geld, dass der Spieler durch Glücksspiel im Casino gewinnen kann.

## Spielprinzip
Das Spiel besitzt keinerlei Grafik und wird allein durch Bildschirmtext beschrieben. Der Bildschirm teilt sich dabei in zwei Bereiche: Im oberen Drittel werden Aufenthaltsort, interessante Gegenstände und Personen sowie Ausgänge zu angrenzenden Räumen angegeben. Der restliche Teil des Bildschirms enthält Beschreibungen der Szenerie und die Eingabezeile für die Spielerbefehle.

## Entwicklungs- und Veröffentlichungsgeschichte
Softporn Adventure war eines der ersten Spiele, das sich mit sexuellen Themen auseinandersetzte und sich explizit an ein erwachsenes Publikum richtete. Die Entwicklung von Softporn Adventure begann dabei zunächst als Programmierübung. Der aus Massachusetts stammende Endzwanziger Chuck Benton versuchte sich auf autodidaktische Weise die Programmierung für den Apple II selbst beizubringen. Das hauptsächlich an den Wochenenden programmierte Spiel war als Satire gedacht und enthält nach eigenen Angaben auch einige autobiografische Elemente. Motiviert durch Freunde, begann Benton das fertige Programm zu verkaufen. Wegen des Erotikthemas konnte Benton jedoch kaum Anbieter finden, die sein Programm vertreiben wollten. Erst Ken Williams, Gründer von Online Systems (ab 1982 Sierra On-Line), der eine Kopie des Spiels auf einer Messe entdeckt hatte, bot Benton einen Distributionsvertrag an.
Für Sierra war die Veröffentlichung insofern eine Besonderheit, weil die Firma ihren Aufstieg der Entwicklung von Grafikadventures verdankte, Softporn aber ein reines Textadventure war. Besondere Bekanntheit erlangte das Foto, das als Verpackungsmotiv diente – drei unbekleidete Frauen und ein bekleideter Kellner in einem Jacuzzi – und das im privaten Pool der Williams aufgenommen wurde. Bei den fotografierten Personen handelte es sich um Kens Ehefrau und Sierra-Mitgründerin Roberta Williams, Produktionsmanagerin Diane Siegal und Buchhalterin Susan Davis. Der Kellner Rick Chapman arbeitete zu diesem Zeitpunkt in einem nahe gelegenen Restaurant, Fotograf Brian Wilkinson war Redakteur der lokalen Zeitung.
1991 portierte Gary Thompson Softporn Adventure für MS-DOS und veröffentlichte es mit Sierras Erlaubnis in Eigenregie als Shareware über das Internet. Diese Version wurde später auch als Teil von Sierras Spielesammlung Leisure Suit Larry’s Greatest Hits and Misses veröffentlicht.

### Grafische Remakes
Die japanische Firma Starcraft lizenzierte von Sierra einige Titel, darunter Softporn Adventure. Auf der technischen Basis ihrer Portierung von Masquerade konvertierten sie das Textadventure mit lediglich geringen Anpassungen und ergänzten es um Grafiken. Zwischen 1986 und 1987 veröffentlichte Starcraft es für die japanischen Heimcomputersysteme PC-98, FM-7, PC-88 und Sharp X1.
Als Sierra On-Line die Möglichkeit bekam, Spiele mit Disney-Figuren zu entwickeln, musste das Unternehmen im Gegenzug für diese Chance die Veröffentlichung von Softporn Adventure aufgeben. Als Sierra die Disney-Lizenz wieder verlor, ermunterte Firmenchef Ken Williams seinen Designer Al Lowe, eine Neuveröffentlichung von Softporn Adventure als Grafikadventure zu prüfen. Lowe nahm das Grundkonzept des Spiels auf und überarbeitete es umfassend. 1987 veröffentlichte Sierra es als Leisure Suit Larry in the Land of the Lounge Lizards, das den Grundstein für eine von Sierras erfolgreichsten und langlebigsten Spielereihen legte.

## Rezeption
„The chauvinism in this program is unfortunate; it reinforces the notion that all computer freaks are emotionally underdeveloped high school and college boys who get their jollies reading the letters column in Penthouse. [] Softporn is hopelessly addicting. Chuck Benson deserves credit for being the first to plumb these depths on a commercial basis; it's just a shame that he didn't take the time to make his program a bit classier. That will come with his many imitators.“

„Der Chauvinismus in diesem Programm ist bedauerlich; er bestärkt die Vorstellung, dass alle Computerfreaks emotional unterentwickelte High-School- und College-Jungs sind, die ihren Spaß aus dem Lesen der Leserbriefspalte in Penthouse ziehen. […] Softporn macht hoffnungslos süchtig. Chuck Benson gebührt Anerkennung dafür, dass er der erste war, der diese Tiefen auf kommerzieller Basis auslotete; schade nur, dass er sich nicht die Zeit genommen hat, sein Programm etwas stilvoller zu gestalten. Das wird mit seinen vielen Nachahmern kommen.“

„Overall, Softporn Adventure is a fun game, presenting a challenge to even hard-core Adams’ fans. It’s also a good game on which would-be adventurers can cut their teeth, as it is an excellent example of a challenging, but quite solvable puzzle game.“

„Alles in allem ist Softporn Adventure ein unterhaltsames Spiel, das selbst für eingefleischte Adams-Fans eine Herausforderung darstellt. Es ist auch ein gutes Spiel, an dem sich angehende Abenteurer die Zähne ausbeißen können, da es ein hervorragendes Beispiel für ein anspruchsvolles, aber durchaus lösbares Rätselspiel ist.“

Das von Sierra auch als Werbeanzeige in Magazinen genutzte Covermotiv des Spiels sorgte – zusammen mit Anzeigen weiterer aufkommender Erotikspiele – in den Leserbrief-Spalten der entsprechenden Zeitschriften für rege Kontroversen darüber, ob Werbung zu sexuell konnotierten Programmen und die Programme an sich erlaubt sein sollen. Empörte Kommentare im Apple-II-Magazin Softalk beklagten u. a. schädliche Einflüsse auf Kinder durch die Darstellung falscher Familienwerte, aber auch feministisch motivierte Proteste gegen sexualisierte und pornographische Inhalte wurden abgedruckt. Demgegenüber standen sex-positive Haltungen. Sierra selbst erhielt ebenfalls Hassbriefe.

„In some sense, Softporn is least interesting as a game, and most interesting as a piece of social theater. While Softporn seemingly affirms every long-suffering trope gaming has to offer—its latent misogyny, its middling cultural stakes, its limp internal humor—it was also developed under shifting social and spatial constraints within an emerging populist computer culture. Softporn flexed a predictable, uninspired muscle against disorienting technological and social circumstances that we long ago forgot were ever disorienting.“

„In gewisser Weise ist Softporn als Spiel am wenigsten interessant, sondern vor allem als soziales Theaterstück. Während Softporn scheinbar alle leidgeprüften Tropen des Gamings bekräftigt – seine latente Frauenfeindlichkeit, seinen mittelmäßigen kulturellen Beitrag, seinen schlaffen inneren Humor –, wurde es auch unter sich verändernden sozialen und räumlichen Zwängen innerhalb einer aufkommenden populistischen Computerkultur entwickelt. Softporn ließ einen vorhersehbaren, uninspirierten Muskel gegen verwirrende technologische und soziale Umstände spielen, von denen wir vor langer Zeit vergessen hatten, dass sie jemals verwirrend waren.“

Für Sierra war die Veröffentlichung ein großer Erfolg. Nach Aussagen des langjährigen Sierra-Entwicklers Al Lowe erreichte das Spiel einen Absatz von 25.000 Einheiten, zu einem Zeitpunkt, als der Apple II eine geschätzte Verbreitung von etwa 100.000 Geräten hatte. Andere Quellen sprechen von 50.000 verkauften Exemplaren über den gesamten Lebenszyklus und Ken Williams schätzte, dass Softporn als Beimischung zu klassischen Händlerbestellungen den Umsatz für eine Zeitlang etwa verdoppelte. Dabei wurde der Titel bereits nach kurzer Zeit nicht mehr im offenen Katalog des Publishers geführt und lebte hauptsächlich von Mundpropaganda. Trotz des Verkaufserfolgs sollte Softporn Sierras einziges Textadventure bleiben. Benton arbeitete eine Zeitlang als Programmierer für Sierra, bevor er 1985 seine eigene Tech-Firma Technology Systems gründete und die Spielebranche verließ. Eine im Time Magazine vom Oktober 1981 angedeutete weibliche Variante von Softporn wurde nie fertiggestellt.